# Saint-Médard, Indre
Saint-Médard là một xã ở tỉnh Indre ở miền trung nước Pháp. Xã này có diện tích 12,6 km², dân số năm 1999 là 73 người. Khu vực này có độ cao trung bình 140 mét trên mực nước biển.